# Schaufenberg (Hückelhoven)
Schaufenberg ist ein Ortsteil der Stadt Hückelhoven, Kreis Heinsberg in Nordrhein-Westfalen. Früher gehörte Schaufenberg zur Gemeinde und Pfarre Ratheim.
Vor der Eröffnung der Steinkohlenzeche Sophia-Jacoba war Schaufenberg kaum bekannt und unbedeutend. Um das Jahr 1910 herum zählte Schaufenberg gerade einmal 108 Einwohner.
Durch die Steinkohlenzeche Sophia-Jacoba und der damit verbundenen Zuwanderung von Arbeitskräften gewann der kleine Ort an Bedeutung und die Einwohnerzahl stieg an.
Die Zeche wurde 1997 geschlossen. Es gibt zwar einige wenige Geschäfte, aber Schaufenberg ist vorwiegend nur zum Wohnen geeignet. Beliebt ist der Ort durch seine verkehrsgünstige Lage und die Nähe zu den Städten Hückelhoven, Erkelenz und Heinsberg.

## Geographie
Schaufenberg liegt an einem Hang („Kobbendahler Höhe“) oberhalb des Tals des Golkrather Baches in einer Höhenlage von ca. 60–70 m.ü.NN. Östlich des Ortes befindet sich am „Kantinenberg“ die älteste Abraumhalde der Zeche Sophia-Jacoba.
Nachbarorte sind Ratheim-Busch, Eschenbroich, Kleingladbach, Ratheim, Horst, Millich, Doverack und Hückelhoven.

## Geschichte

### Ortsgeschichte
Die früheste urkundliche Nennung des Weilers Schaufenberg („Schovenbergh“) datiert aus dem Jahre 1567.

### Religion

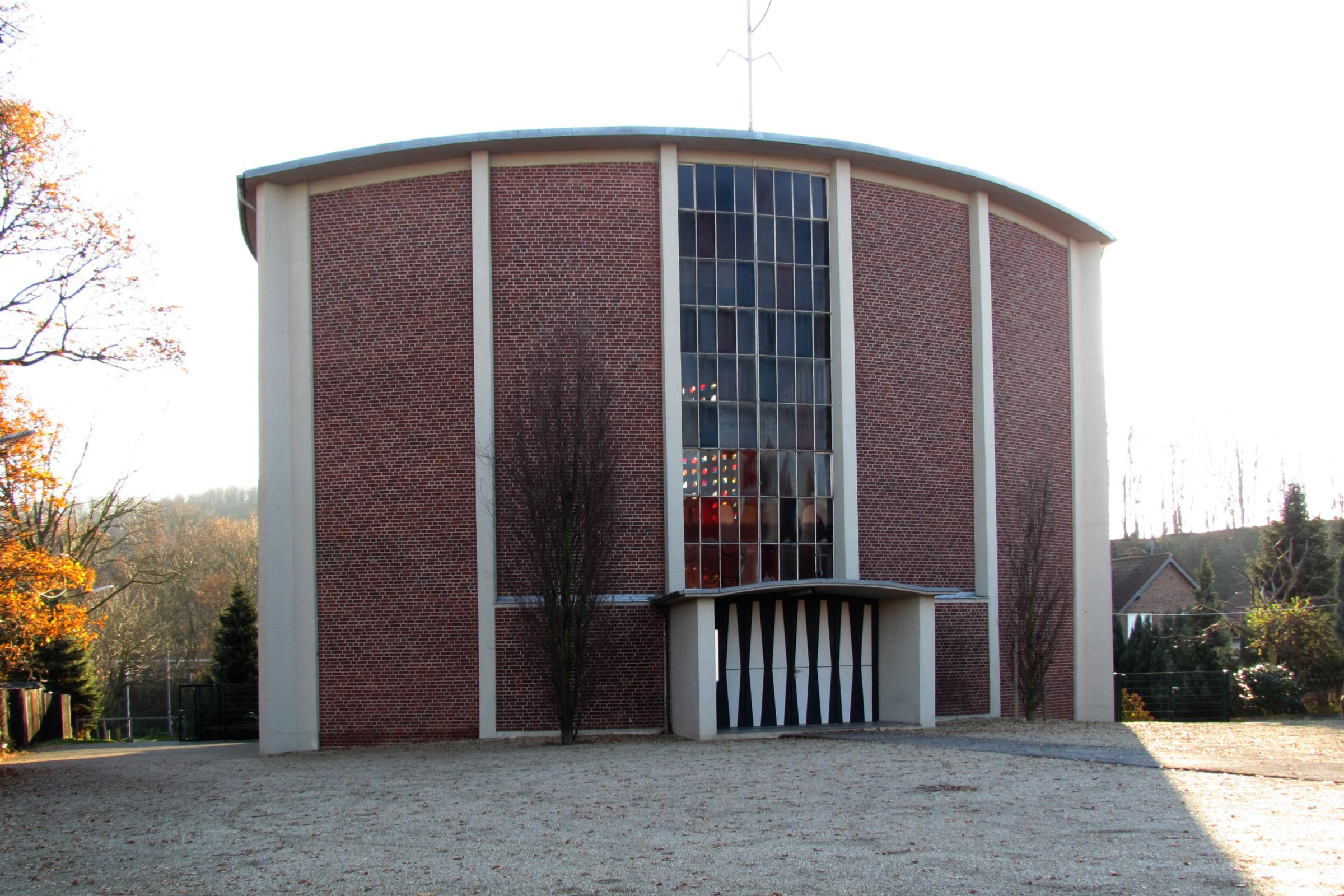
Katholische Kirche St. Bonifatius

- Die katholische Pfarrgemeinde Schaufenberg / Millich ist nach St. Bonifatius benannt und gehört zum Dekanat Hückelhoven.

Die Orte Schaufenberg und Millich hatten von jeher zur Pfarre Ratheim gehört. Im Jahre 1939 erhielten sie als Rektorat eine gewisse Eigenständigkeit und betrieben eine „Notkirche“ in einer Scheune. Im Jahre 1956 wurden dann die heutige Pfarre gegründet und das Kirchengebäude errichtet. 
- Die evangelische Kreuzkirche gehört zur Kirchengemeinde Hückelhoven.

- Die Zeugen Jehovas und der Missionsbund zur Ausbreitung des urchristlichen Evangeliums sind gleichfalls im Ort vertreten.

- Die muslimische Bevölkerung unterhält in Schaufenberg eine Moschee.

## Kultur und Sehenswürdigkeiten

### Bauwerke

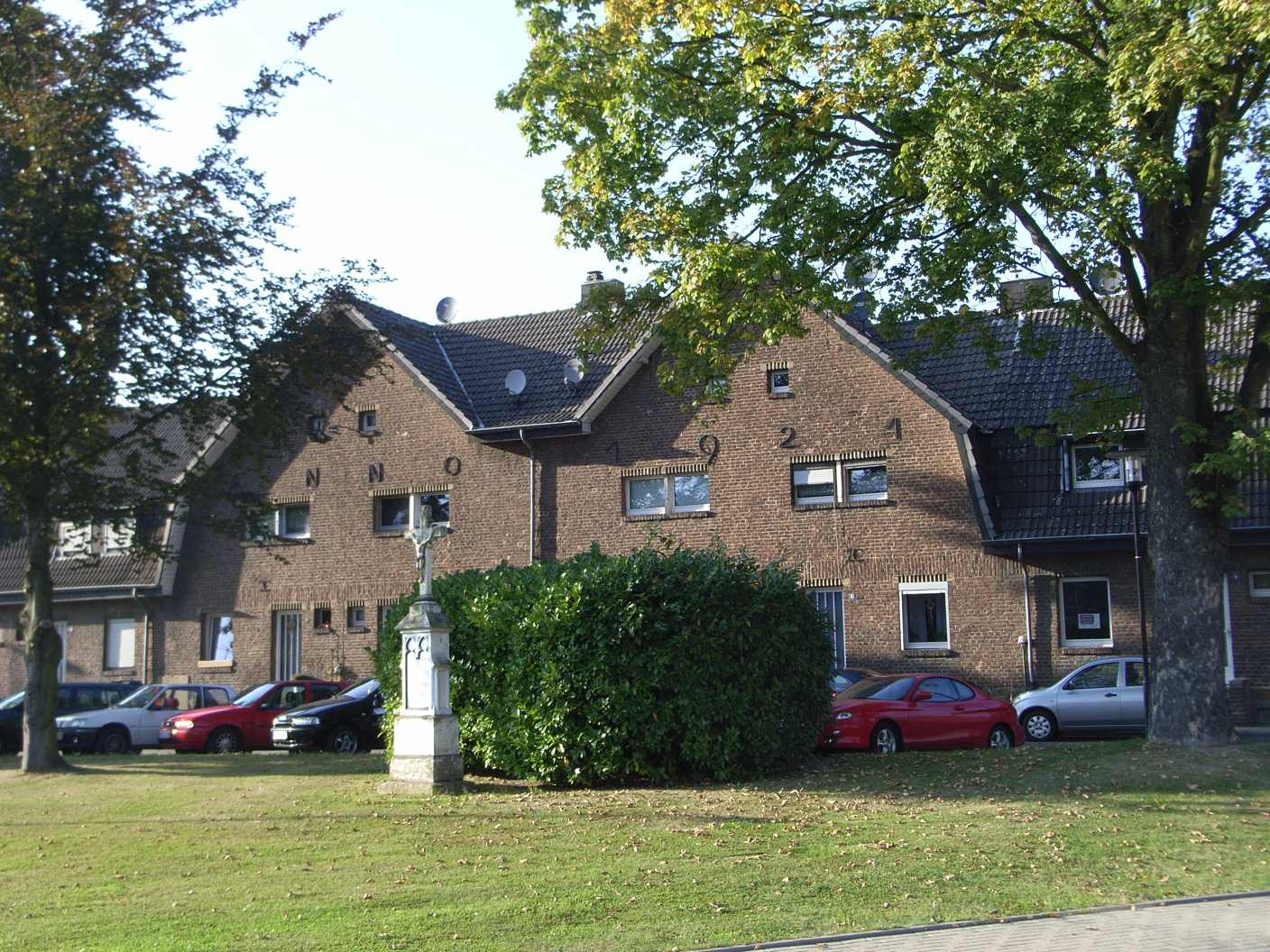
Bergwerkshäuser der 20er Jahre

Die von der Zeche Sophia-Jacoba zwischen 1921 und 1929 eigens für Bergmannsfamilien errichteten Zechenhäuser prägen den Ortskern bis heute. Sie stehen unter Denkmalschutz und dürfen daher äußerlich nicht verändert werden.

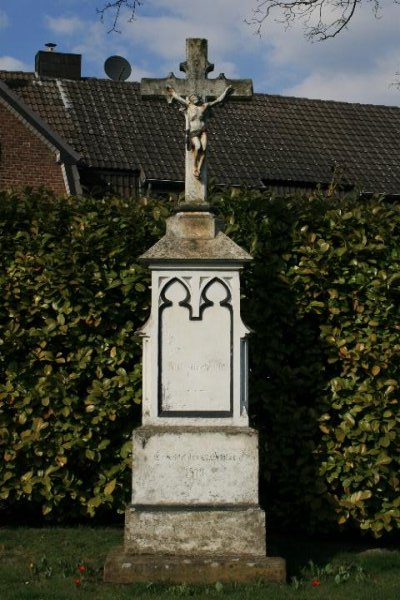
Dorfkreuz, erbaut 1879

Ein steinernes Wegekreuz aus dem Jahre 1879 steht am Bürgerplatz.

### Veranstaltungen
- Frühkirmes am 2. Sonntag nach Pfingsten
- Spätkirmes am 1. Sonntag im Oktober

### Vereine
- Brieftaubenverein Heimatliebe von 1925
- Bürgerverein Schaufenberg
- Frauengemeinschaft Schaufenberg von 1968
- Karnevalsgesellschaft „KG Frohsinn 76“ Schaufenberg
- Kirchenchor St. Cäcilia Schaufenberg-Millich
- Sportverein Grün-Weiss Schaufenberg

## Infrastruktur und Wirtschaft

### Schienenverkehr
Eine Eisenbahnlinie, die Bahnstrecke Jülich–Dalheim führte zwischen 1911 und 1980 von Baal über Hückelhoven, Ratheim und Wassenberg nach Dalheim. Nach der Einstellung des Personenverkehrs diente sie nur noch dem Güterverkehr der Zeche Sophia-Jacoba zwischen Ratheim und Baal, die Gleise nach Wassenberg wurden abgebaut. Bis zur Einstellung des Personenverkehrs am 27. September 1980 befand sich in unmittelbarer Nähe, zwischen den Orten Schaufenberg und Millich, der Bedarfshalt Sophia-Jacoba.
Der Aachener Verkehrsverbund sah in seinem Zielkonzept 2013 eine Reaktivierung der Strecke (Wassenberg –) Ratheim – Baal für den Personenverkehr vor, mit einem Haltepunkt Millich zwischen Schaufenberg und Millich gelegen.

### Busverkehr
Die AVV-Buslinien 401, 495, HÜ1 und HÜ2 der WestVerkehr verbinden Schaufenberg mit Hückelhoven, Ratheim, Heinsberg, Erkelenz und Wassenberg.
Zudem verkehrt der Multi-Bus seit dem 9. Juni 2024 kreisweit erweitert und zu einheitlichen Bedienzeiten. Mehr Informationen gibt es bei WestVerkehr.
| Linie | Verlauf |
| ----- | --- |
| 401   | Erkelenz Bf – Erkelenz ZOB – Scheidt – Granterath – Hetzerath – Doveren – Hückelhoven – Schaufenberg – Ratheim – (Dremmen Bf –) Oberbruch – Grebben – Heinsberg Kreishaus – Heinsberg Busbf |
| 495   | Katzem – (Kleinbouslar ←) Lövenich – Baal Kirche – Baal Bf – Doveren – Hückelhoven – Schaufenberg – Ratheim – Krickelberg – Orsbeck Friedhof – Wassenberg                                   |
| HÜ1   | Hückelhoven → Schaufenberg → Hückelhoven → Hilfarth → Hückelhoven |
| HÜ2   | Rurich – Baal Süd – Baal Bf – Doveren – Hückelhoven – Kleingladbach oder (Ratheim –) Millich – Schaufenberg (– Kleingladbach)                                                               |

### Bildung
- Friedrich-Honigmann-Schule (Städtische Grundschule IV)